# Веренчанка (станція)
Веренча́нка — проміжна залізнична станція 5-го класу Івано-Франківської дирекції Львівської залізниці на лінії Стефанешти — Лужани між станціями Стефанешти (10 км) та Кіцмань (12 км). Розташована у однойменному селі Веренчанка Чернівецького району Чернівецької області. Поруч зі станцією пролягає автошлях обласного значення О26054.

## Історія
Станція відкрита у 1890 році. Раніше була вузловою: від станції починалася лінія у бік станції Вікна Буковини.

## Пасажирське сполучення
З 18 березня 2020 року по станції припинялося пасажирське сполучення припинялося  на невизначений термін. На станції зупинялися приміські поїзди сполученням Чернівці — Стефанешти.
З 25 березня 2023 року відновлено пасажирський рух у регіональному сполученні. На станції призначено зупинку регіональному поїзду № 802/801 «Дністровський експрес» сполученням Чернівці — Тернопіль — Львів та зворотно.